# Sarah Bernhardt
Sarah Bernhardt, eredeti neve: Bernard Rosine (Párizs, 1844. október 24. – Párizs, 1923. március 26.) francia színművésznő.

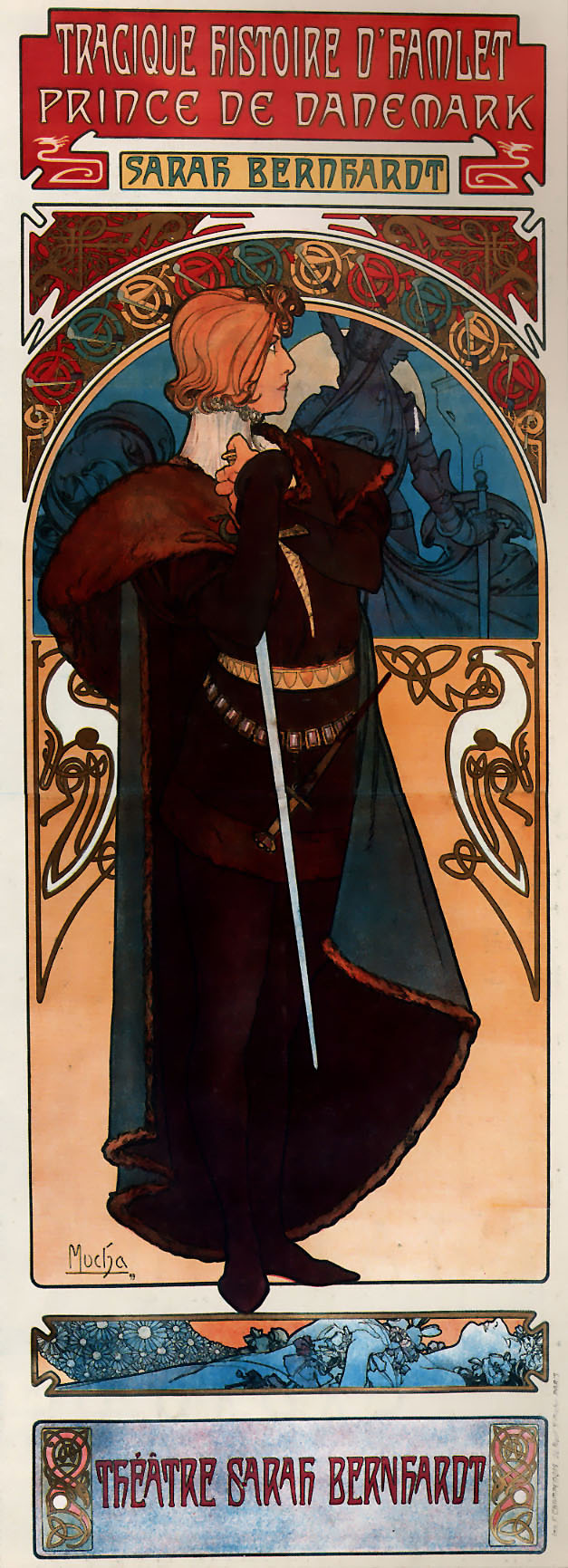
Alfons Mucha: Hamlet-plakát

## Pályakép
Kikeresztelkedett zsidó családban született, zárdában nevelkedett. 1858-ban a párizsi konzervatórium növendéke lett. Pályáját 1867-ben kezdte a Gymnase Színházban, de már öt évvel előbb a Comédie-Française-ben tragikai ösztöndíj nyerteseként bemutatkozott. A Gymnase után az Odéon tagja lett. Első nagy diadalát Victor Hugo Ruy Blas című drámájában aratta. A francia-porosz háborúban csatatéri betegápolónő volt. 
1872-ben a Comédie-Française tagja, hamarosan a társulat élén álló tragika. Erős színpadi pátosz, a részletek mesteri realisztikus ábrázolása, az érzésekre való hatás teljes kiaknázása jellemezte játékát. 1879-ben kezdte meg vándorlását a világ színházaiban. Először Londonba ment, majd saját társulatával bejárta csaknem az egész világot.
Budapesten többször is megfordult; nevét említi a Bűn és bűnhődés című Dosztojevszkij regény is. Párizsba visszatérvén megvette a Porte-Saint Martin-színházat, s nemcsak játszott benne, hanem fiával, B. Maurice-szal együtt igazgatta. 1900-ban megvette a Théâtre des Nations-t a benne adta elő Sardou Toscáját és Cleopátráját. Leghíresebb szerepei a Phaedra, Andromaque, Medea, a Hernaniban Donna Sol, a Kaméliás hölgyben Margit, Jeanne d'Arc. Férfiszerepeket is játszott (Hamlet, Reichstadti herceg). Színműíróként, szobrászként és festőként is kísérletezett. Megpróbálkozott a némafilmmel is.
Barátság fűzte korának csaknem valamennyi írójához, költőjéhez, Wilde-hoz, Sardou-hoz, Rostand-hoz. Színdarabjainak plakátjait 1895-től Alfons Muchával rajzoltatta. Sikereit gyakran bukás követte, többször szerzett és bukott vagyonokat. Lábát egy fertőzés miatt 1915-ben amputálták.
Elszegényedve halt meg. 1960-ban csillagot kapott a Hollywood Walk of Fame-en.

## Idézet
Játszott női és férfi szerepeket, extravagáns öltözködési stílusát a rajongó nők utánozták. Kórházat rendezett be a színházban a francia–porosz háború idején, turnézott saját társulatával a világban, és nemzetközileg ismert ikon lett. Egyik lábát amputálták, de ez sem vetett véget a karrierjének. A dánok még egy csokis sütit is elneveztek róla.

## Filmjei
- Hamlet párbaja (Le duel d'Hamlet) (1900)
- Tosca (1908)
- A kaméliás hölgy (La dame aux camélias) (1912)
- Erzsébet királynő (Les amours de la reine Élisabeth) (1912)
- Adrienne Lecouvreur (1913)
- Jeanne Doré (1915)
- Francia anyák (Mères françaises) (1917)
- A látnok (La voyante) (1924)